# 羅伯特·D·康拉德級海洋研究船
羅伯特·D·康拉德級海洋研究船是一款服役於美國海軍的研究船，而雖掛名於海軍，艦艇本身卻都是分配到不同的研究機構供使用，也因此雖為同級艦，升級與改裝計畫卻各不相同。
羅伯特·D·康拉德級於1961年開始建造，並於隔年建成並投入服役。於服役10餘年後，尚在服役的實驗船根據大學-國家海洋學實驗室系統分發到不同研究機構以供使用。在設計方面羅伯特·D·康拉德級採用許多專業設計，除了標準的濕式與乾式實驗室外，更配備專業的科學繪圖室、海圖作業艙、攝影實驗室，以及可處理精密儀器的機械車間。最特別的是沿船體中線設置的兩組24英寸儀器投放管，以及獨特的可伸縮式船首推進器——這項創新設計讓研究船能在側向作業時精準維持定位，成為當時海洋探勘的重要技術突破。而在投入服役之後，也會根據實驗室及實驗海域的不同而進行特殊化改裝，如克諾爾號就將艦首改裝成[[破冰船|破冰船艏}}。
因為該級實質上是獨立操作，因此退役的計劃並不完整，當一艘有退役需求後才會建造新艦艇。因此在服役數十年後，該級的最後一艘克諾爾號才於2016年退役，並由尼爾·阿姆斯壯級海洋研究船所取代。

## 同級艦
| 艦名              | 舷號      | 造船廠                     | 下水       | 服役               | 研究機構                   | 退役         | 結局                                                           |
| ----------------- | --------- | -------------------------- | ---------- | ------------------ | -------------------------- | ------------ | -------------------------------------------------------------- |
| 羅伯特·D·康拉德號 | AGOR-3    | 吉布斯系統公司（英語：Gibbs Systems Inc.）   | 1962-05-26 | 1962-11-29         | 拉蒙特-多爾蒂地球觀測所    | 1989-10-04   | 於2004年4月27日出售拆解                                        |
| 詹姆斯·M·吉利斯號 | T-AGOR-4  | 克里斯提造船公司           | 1962-05-19 | 1962-11-05         | 邁阿密大學                 | 1980         | 於退役後移交至墨西哥海軍                                       |
| 查爾斯·H·戴維斯號 | T-AGOR-5  | 克里斯提造船公司           | 1962-06-30 | 1963-01-25         | 不詳                       | 1960年代中期 | 於1970年9月11日移交至紐西蘭皇家海軍並改名為圖伊鳥號            |
| 桑德斯號          | T-AGOR-6  | 瑪麗埃塔製造公司 | 1963-09-14 | 1965-02-02         | 不詳                       | 1990         | 於1974年7月1日租借給巴西海軍，並於1990年正式出售給巴西         |
| 林區號            | T-AGOR-7  | 瑪麗埃塔製造公司 | 1964-03-17 | 1965               | Naval Oceanographic Office | 1994-12-23   | 於2001年11月29日出售拆解                                       |
| 托馬斯·G·湯普森號 | T-AGOR-9  | 瑪麗埃塔製造公司 | 1964-07-18 | 1965-09-21         | 華盛頓大學                 | 2004-02-27   | 於2004年11月14日作為靶艦遭擊沈                                 |
| 托馬斯·華盛頓號   | T-AGOR-10 | 瑪麗埃塔製造公司 | 1964-08-01 | 1965-09-17（交艦） | 斯克里普斯海洋研究所       | 1992-08-01   | 於1992年9月22日移交至智利海軍並改名為Vidal Gormaz(AGOR 60）    |
| 德·施泰格爾號     | T-AGOR-12 | 西北海洋鐵廠     | 1966-03-21 | 1969               | 大學（校名不詳）           | 不詳         | 於1992年11月2日移交至突尼西亞，並改名成薩朗波號                |
| 巴特利特號        | T-AGOR-13 | 西北海洋鐵廠     | 1966-05-24 | 1969               | 美國海軍研究實驗室         | 1993         | 於1993年7月26日移交至摩洛哥並改名成Abou El Barakat Al Barbari  |
| 梅爾維爾號        | T-AGOR-14 | 迪福造船公司               | 1968-07-10 | 1969               | 斯克里普斯海洋研究所       | 2015-02-21   | 於2016年4月28日移交至菲律賓海軍，並改名成格雷戈里·維拉斯奎茲號 |
| 克諾爾號          | AGOR-15   | 迪福造船公司               | 1968-08-21 | 1970-04            | 伍茲霍爾海洋研究所         | 2014-12      | 於2016年3月14日移交至墨西哥海軍                                |

## 補充
1. ↑  致敬美國海軍研究與發明研究室司長羅伯特·德克斯特·康拉德上校
2. ↑  致敬美國海軍天文台的建立者詹姆斯·梅爾維爾·吉利斯上尉
3. ↑  致敬美國海軍的科學家兼美國國家科學院的聯合創辦人查爾斯·亨利·戴維斯少將
4. ↑  致敬美國海軍班傑明·F·桑德斯少將
5. ↑  致敬美國海軍上校威廉·F·林區，林區後來加入邦聯海軍並官拜上校
6. ↑  致敬美國化學家兼海洋學家托馬斯·戈登·湯普森
7. ↑  致敬美國海軍上將托馬斯·華盛頓
8. ↑  致敬美國海軍上將路易斯·魯道夫·德·施泰格爾
9. ↑  致敬美國海軍海洋學家約翰·羅素·巴特利特（英语：John Russell Bartlett (naval officer)）少將
10. ↑  致敬美國海軍極地探險家（英语：Arctic exploration）喬治·G·梅爾維爾（英语：George W. Melville）少將
11. ↑  致敬菲律賓國家科學家（英语：National Scientist of the Philippines）格雷戈里·維拉斯奎茲（英語：Gregorio Velasquez）
12. ↑  致敬美國水文工程師和製圖師歐內斯特·R·克諾爾英語：）

## 外部連結
- R/V Conrad science tracks from 1962 to 1989
- Pioneers of Oceanography: Saga of the Robert D. Conrad (William McElroy, Kindle Edition, September 25, 2017)
- History of UNOLS
- NavSource Online: Service Ship Photo Archive – T-AGOR-4 James M. Gilliss
- HMNZS Tui (Oceanographic Vessel)
- NavSource Online: Service Ship Photo Archive USNS Sands (T-AGOR-6)
- NOc Almirante Câmara - H 41 (Ship history, in Portuguese, with photos.)
- NavSource Online: Service Ship Photo Archive - T-AGOR-7 Lynch
- Global Security description of R/V Gosport IX-519
- History of UNOLS
- "The Mid-Ocean Ridge" — description in Scientific American of SeaBeam survey aboard Thomas Washington
- History of UNOLS
- NavSource Online: Service Ship Photo Archive - T-AGOR-13 Bartlett
- Scripps Institution of Oceanography: R/V Melville Specifications 的存檔，存档日期2011-05-10.
- NavSource Online: Service Ship Photo Archive - T-AGOR-14 Melville
- NHHC Online Library of Selected Images: USNS Melville (T-AGOR-14)* http://shipsked.ucsd.edu/Ships/Melville/ 的存檔，存档日期2011-05-15.
- AGOR Numeric List
- WHOI Marine Operations – R/V Knorr
- Dive and Discover – Oceanographic Tools
- Where is Knorr Now?